# Eurocephalus anguitimens
L’averla capobianco o averla capobianco meridionale (Eurocephalus ruppelli Smith, 1836) è un uccello passeriforme appartenente alla famiglia Laniidae.

## Etimologia
Il nome scientifico della specie, anguitimens, deriva dall'unione delle parole latine anguis ("serpente") e timens ("timoroso"), col significato di "timoroso dei serpenti", in riferimento alla dieta di questi uccelli.

## Descrizione

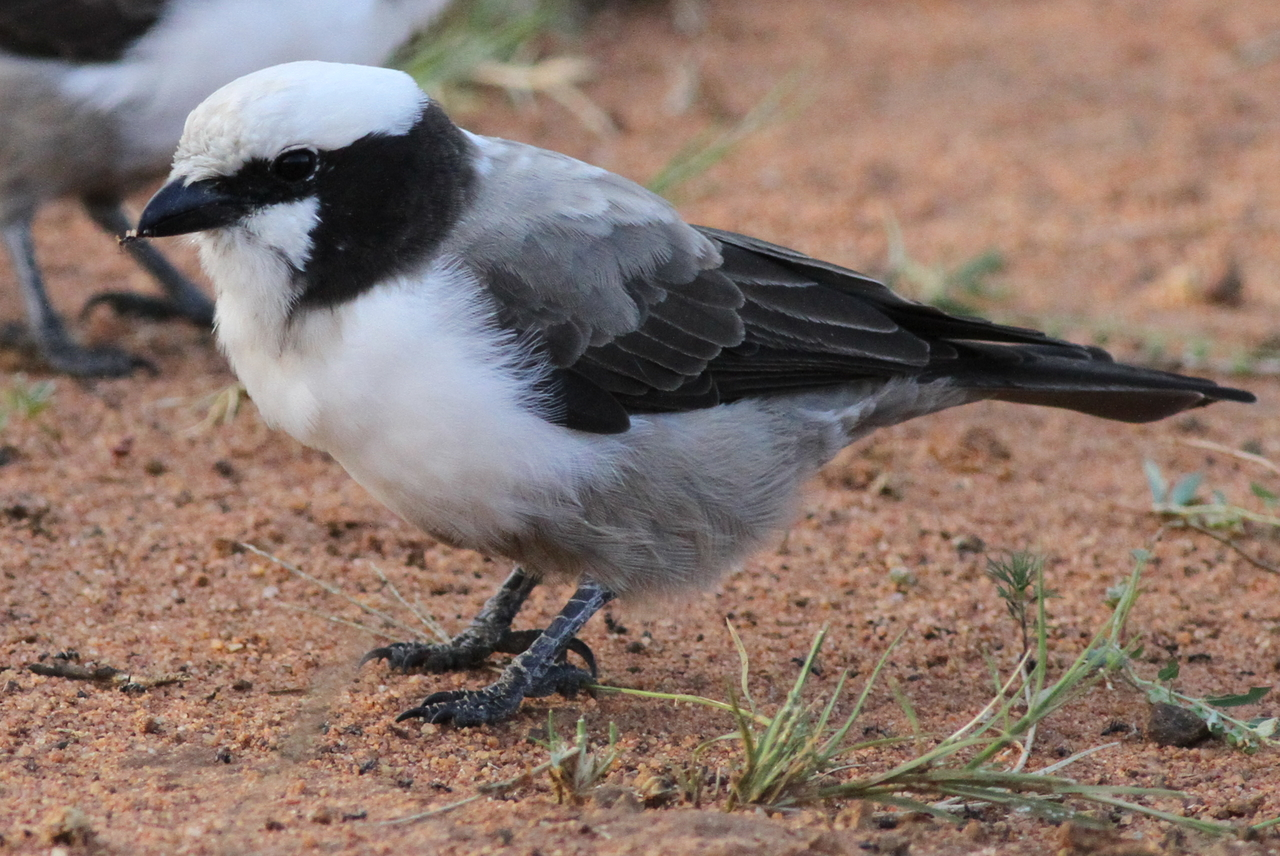
Esemplare al suolo nel parco nazionale Marakele.

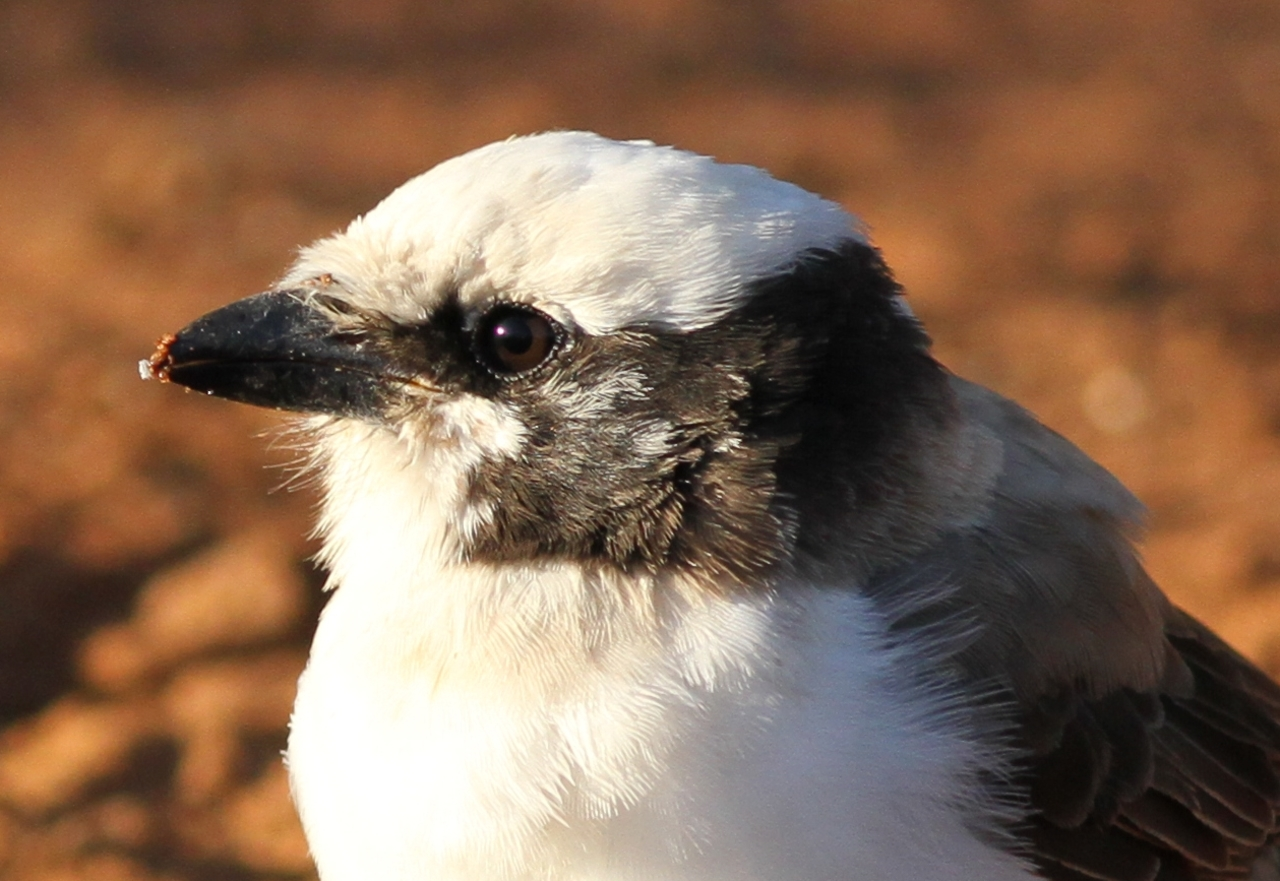
Primo piano.

### Dimensioni
Misura 24 di lunghezza, per 51-70 g di peso.

### Aspetto
Si tratta di uccelli dall'aspetto massiccio ma slanciato, muniti di grossa testa allungata e squadrata con forte becco dall'estremità superiore uncinata seminascosto dalle numerose vibrisse alla base, zampe corte e forti, ali arrotondate e coda piuttosto lunga e dall'estremità squadrata.
Il piumaggio si presenta di colore bianco su fronte e vertice (da cui il nome comune della specie), gola, mustacchi e petto: il ventre è di color grigio cenere, mentre dorso e ali sono di colore grigio ardesia, queste ultime con remiganti di colore nerastro (ma con sottile orlo e punta di colore più chiaro), stesso colore della coda. Dai lati del becco parte una sottile banda nera che forma una mascherina facciale arrivando fino a occhi e orecchie, e congiungendosi al nero di guance e nuca, il quale sfuma nel grigio dorsale attraverso una gradazione di bruno scuro.

Non è presente dimorfismo sessuale, coi due sessi che sono del tutto simili.
Il becco è di colore nero, le zampe sono di colore bruno-nerastro: gli occhi sono invece di colore bruno scuro.

## Biologia

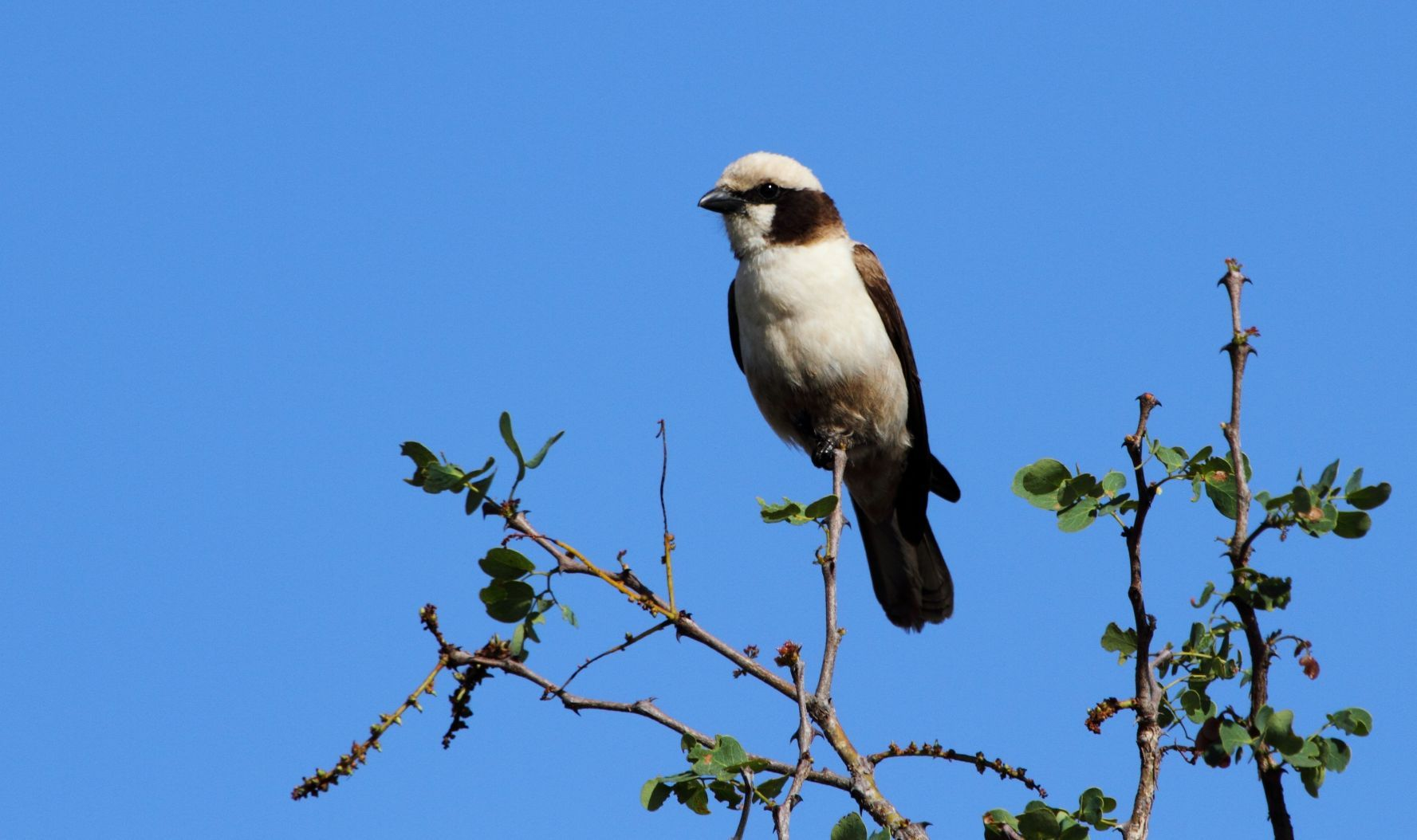
Esemplare in posa tipica nel parco nazionale Kruger.

L'averla capobianco è un uccello dalle abitudini di vita essenzialmente diurne che vive perlopiù in coppie o in gruppi familiari che comprendono una coppia capostipite ed i giovani di un paio di nidiate coi rispettivi partner, per un numero di esemplari che non supera generalmente la mezza dozzina ma che può sfiorare la ventina di individui: talvolta, questi animali formano stormi misti in associazione con altre specie dalle abitudini di vita simili, come i tucanetti del genere Tockus.

I gruppi familiari seguono un'organizzazione gerarchica che non è ancora ben chiara: essi passano la maggior parte del tempo spostandosi all'interno di un territorio ben definito che può estendersi fino a 200 ettari, e che viene difeso accanitamente da eventuali intrusi o minacce. I vari membri di un gruppo comunicano fra loro mediante una grande varietà di alti richiami fischianti e aspri, scegliendo generalmente posatoi ben in evidenza per socializzare al duplice scopo di essere ben visibili per eventuali intrusi conspecifici nei dintorni e di essere in posizione privilegiata per avvistare eventuali prede nelle vicinanze.

### Alimentazione

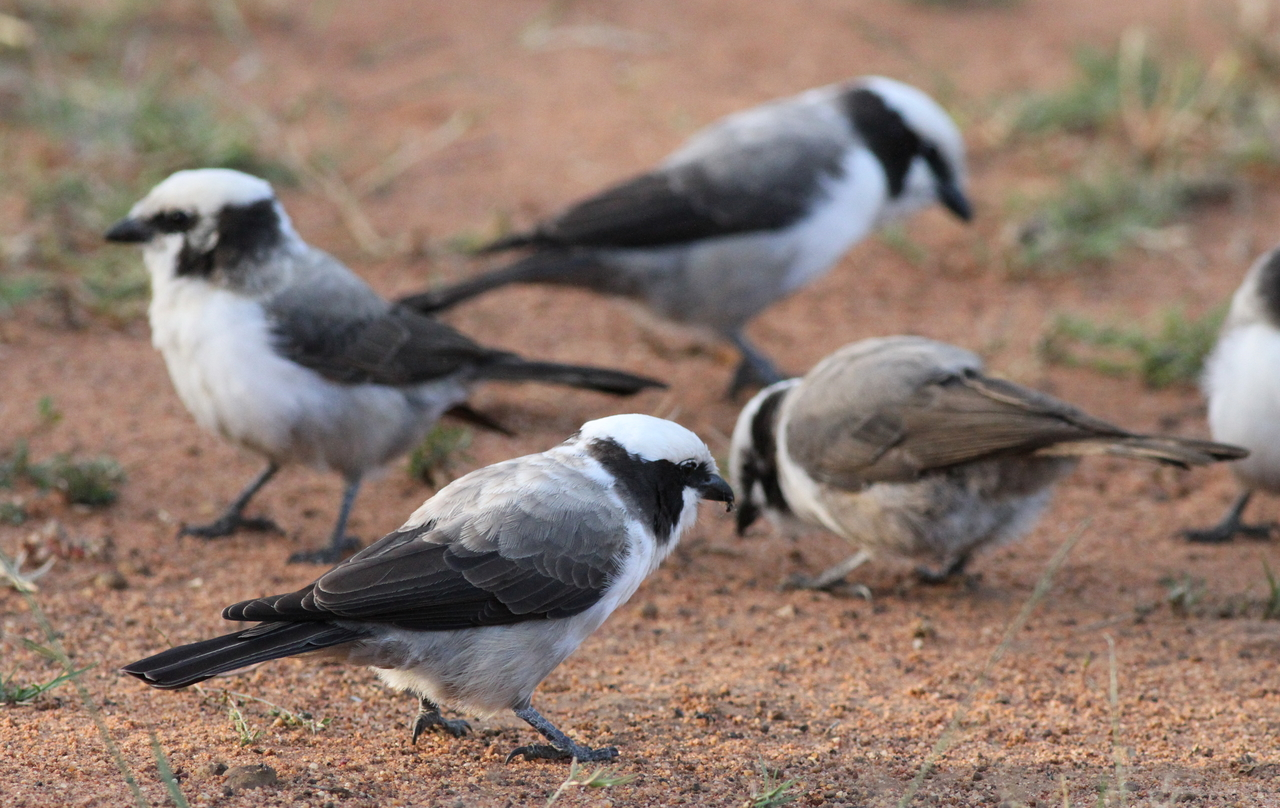
Gruppo si ciba al suolo in Sudafrica.

L'averla capobianco è un uccello insettivoro, la cui dieta si compone perlopiù di grossi insetti e invertebrati (coleotteri, lepidotteri, ortotteri, millepiedi) che vengono reperiti al suolo: questi uccelli hanno fama di grandi mangiatori di bruchi. Di tanto in tanto, vengono predati anche piccoli vertebrati, come topolini e piccoli rettili, mentre più raramente questi uccelli si cibano anche di frutta matura e bacche.

### Riproduzione
Si tratta di uccelli monogami, la cui stagione riproduttiva si estende da settembre a febbraio (con la maggior parte delle covate che si concentra però fra ottobre e dicembre): durante questo periodo, le coppie portano generalmente avanti un'unica covata.
Il nido è una semplice struttura a coppa, edificata da ambedue i partner (talvolta avvalendosi dell'aiuto di uno o due collaboratori) intrecciando steli d'erba ed aggiungendo ragnatela per la parte esterna e foderando l'interno con fibre vegetali e talvolta pelo o piumino. I nidi vengono costruiti a 2-18 m d'altezza (prevalentemente a 4-6 m dal suolo) verso la punta del ramo di un albero o di un cespuglio, solitamente d'acacia: nonostante l'aspetto semplice, la loro costruzione può richiedere fino a 4 settimane, ed essi vengono solitamente rimaneggiati ed utilizzati per più anni di fila.

All'interno del nido, la femmina depone 2-4 uova (sebbene siano stati osservati nidi con una decina d'uova, verosimilmente frutto di deposizione da parte di più di una femmina), che provvede a covare da sola, o talvolta con l'aiuto di un collaboratore, per una ventina di giorni, al termine dei quali schiudono pulli ciechi ed implumi.

L'allevamento della prole nell'averla capobianco segue dinamiche ancora poco chiare: sebbene paia che la femmina venga coadiuvata dal partner e dagli altri membri del gruppo (fino a cinque adulti possono essere osservati al nido durante l'evento riproduttivo), essa caccia attivamente il cibo per la prole, e non si sa se essa permetta agli altri di nutrire direttamente i piccoli oppure prenda da loro il cibo e lo utilizzi in seguito per nutrirli. Non è ancora noto inoltre quanto i nidiacei rimangano presso il nido.

## Distribuzione e habitat

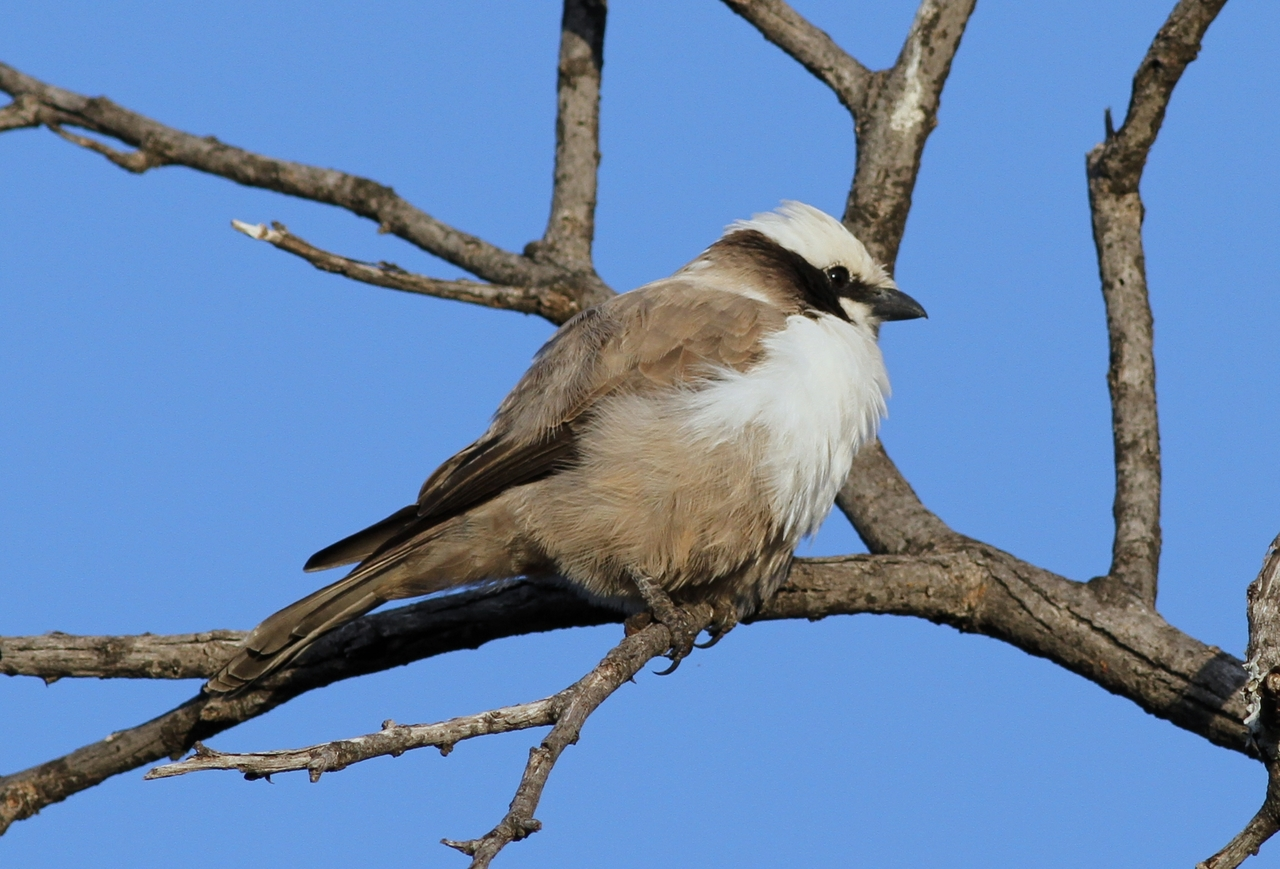
Esemplare nel parco nazionale Marakele.

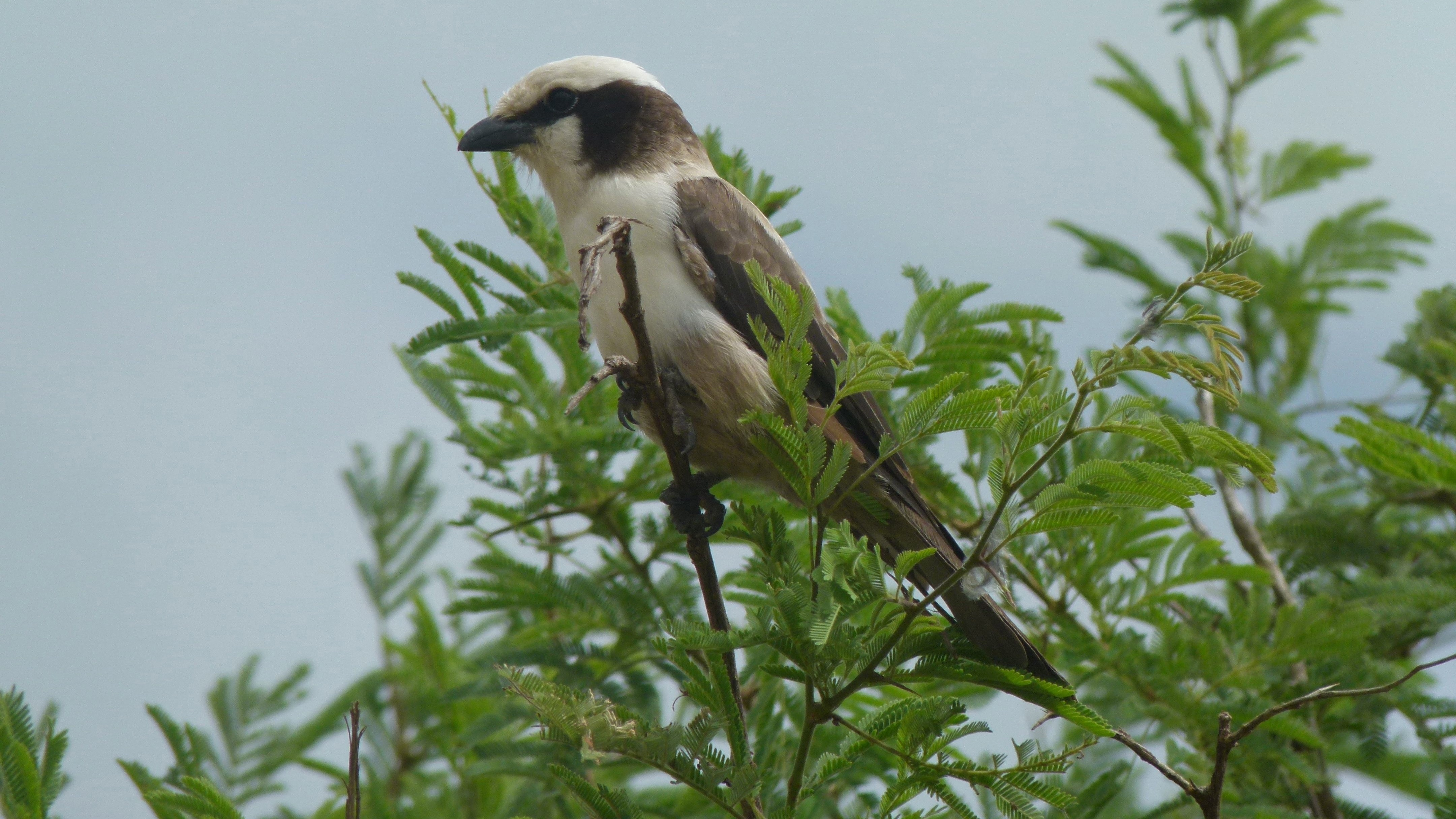
Esemplare nel parco nazionale Kruger.

L'averla capobianco popola l'Africa Meridionale: questi uccelli sono infatti diffusi in un areale che si estende dall'Angola centro-occidentale dal golfo di Benguela a Beira attraverso l'Angola sud-occidentale, la Namibia centrale e nord-orientale, il Botswana (ad eccezione della porzione sud-occidentale del paese), l'estremo sud-ovest dello Zambia, gli altipiani centrali dello Zimbabwe, il Mozambico meridionale ed il Sudafrica settentrionale (province del Limpopo, di Mpumalanga e del nordovest).

Sebbene la specie appaia stanziale nella maggior parte dell'areale, specialmente i giovani presentano elevata mobilità, compiendo spostamenti anche notevoli che portano questi uccelli ad essere osservati anche all'infuori del proprio areale abituale, con singoli esemplari avvistati fino al nord del Natal.
L'habitat di questi uccelli è rappresentato dal miombo e dalle aree di savana alberata di pianura con presenza di sottobosco spinoso, possibilmente in prossimità di una fonte permanente d'acqua dolce: l'averla capobianco colonizza inoltre le aree antropizzate, stabilendosi in parchi e giardini alberati e nelle aree agricole.

## Tassonomia
Se ne riconoscono due sottospecie:
- Eurocephalus anguitimens anguitimens Smith, 1836 - la sottospecie nominale, diffusa nella maggior parte dell'areale occupato dalla specie;
- Eurocephalus anguitimens niveus Clancey, 1965 - diffusa nella porzione sud-orientale dell'areale occupato dalla specie (area di confine fra Mozambico, Zimbabwe e Sudafrica);